# Tour du Bocage et de l'Ernée 53
Le Tour du Bocage et de l'Ernée 53 est une course cycliste disputée au mois de mars dans le Bocage Mayennais. Créée en 2000, cette compétition est réservée aux cyclistes juniors (moins de 19 ans),. Elle fait partie du calendrier international de l'UCI depuis 2023. 
À son palmarès, la course compte plusieurs vainqueurs qui sont passés dans les rangs professionnels. On peut notamment citer Anthony Geslin, Jonathan Hivert, Benoît Cosnefroy ou Romain Grégoire. L'édition 2020 est annulée en raison de la pandémie de Covid-19. 

## Palmarès
| Année                           | Vainqueur                | Deuxième                 | Troisième                |
| Tour du Bocage Mayennais        | Tour du Bocage Mayennais | Tour du Bocage Mayennais | Tour du Bocage Mayennais |
| ------------------------------- | ------------------------ | ------------------------ | ------------------------ |
| 2000                            | Anthony Geslin           | Nicolas Vivion           | Fabrice Boudier          |
| 2001                            | Alexandre Pichot         | Sébastien Joigne         | Jean-Charles Bréard      |
| 2002                            | Éric Dupin               | Dimitri Crecium          | Grégory Barteau          |
| 2003                            | Jonathan Hivert          | Ruslan Sambris           | Loïc Borgogno            |
| 2004                            | Vincent Codbessin        | Fabien Dufosse           | Loïc Le Gall             |
| 2005                            | Nicolas Boudard          | Marc-Antoine Bellet      | Vincent Parise           |
| 2006                            | Florian Alaiseau         | Erwan Clément            | Antoine Lécuyer          |
| 2007                            | Benoît Jarrier           | Simon Lorant             | Clément Nignol           |
| 2008                            | Kenny Elissonde          | Benoît Guimard           | David Roze               |
| 2009                            | Vincent Bertrand         | Kévin Catherine          | Baptiste Despreaux       |
| 2010                            | Cédric Delaplace         | Ronan Hardy              | Quentin Rivière          |
| 2011                            | Loïc Jamet               | Vadim Deslandes          | Kévin Ledanois           |
| 2012                            | Benoît Cosnefroy         | Benjamin Bouttier        | Tony Drouet              |
| 2013                            | Florian Barket           | Martin Rapin             | Sébastien Havot          |
| 2014                            | Jules Roueil             | Léo Drouard              | Marlon Gaillard          |
| 2015                            | Guillaume Millasseau     | Axel Audebrand           | Arnaud Cornuaille        |
| Tour du Bocage et de l'Ernée 53 |                          |                          |                          |
| 2016                            | Antonin Mardon           | Maxime Maison            | Julien Leclercq          |
| 2017                            | Matis Louvel             | Pierre-Emmanuel Dubois   | Jordan Jegat             |
| 2018                            | Briac Thébault           | Victor Billouin          | Pierre Haquin            |
| 2019                            | Alex Baudin              | Rémi Verloo              | Mathéo Le Fur            |
| 2020                            | annulé                   | annulé                   | annulé                   |
| 2021                            | Romain Grégoire          | Pierre Gautherat         | Grégory Pouvreault       |
| 2022                            | Vincent van Dorp         | Stef Koning              | Théo Lévêque             |
| 2023                            | Jarno Widar              | Clément Sanchez          | Thom van der Werff       |
| 2024                            | Ashlin Barry             | Joeri Schaper            | Eliott Boulet            |
| 2025                            | Édouard Claisse          | Emil Siegers             | Luc Royer                |